# Schwanderbach (Lammbach)
Der Schwanderbach ist ein etwas über drei Kilometer langer Wildbach in Schwanden bei Brienz im Schweizer Kanton Bern und ein rechter Zufluss des Lammbachs.

## Geographie

### Verlauf
Der Schwanderbach entspringt im felsig-grasigen Massiv zwischen dem Brienzer Rothorn und Eissee Sattel. Anders als der gefährlichere Lammbach oder Glyssibach fliesst er eher gemächlich in die Tiefe und hat ein Einzugsgebiet, in dem der Boden das Wasser gut aufnehmen kann. Er fliesst danach durch den Brienzer Forst bis zum gleichnamigen Dorf Schwanden bei Brienz. Dort fliesst neben dem Dorf her und passiert auch das Schwanderbädli, wo ein Teil seines Wassers abgeleitet wird. Der Bachteil im Bereich Oberschwanden ist im Sommer ein beliebter Ort zum Verweilen. Er fliesst weiter in Richtung Unterschwanden, wo er schliesslich kurz vor Brienz in den nur geringfügig grösseren Lammbach mündet.

### Einzugsgebiet
Das 4,02 km² grosse Einzugsgebiet des Schwanderbachs liegt am Südrand der Emmentaler Alpen und wird über den Lammbach, die Aare und den Rhein zur Nordsee entwässert.
Es besteht zu 50,9 % aus Bestockter Fläche, zu 12,4 % aus Landwirtschaftsfläche, zu 6,3 % aus Siedlungsfläche, zu 1,6 % aus Gewässerfläche und zu 28,8 % aus unproduktiven Flächen
Die Flächenverteilung
Die mittlere Höhe des Einzugsgebietes beträgt 1305 m ü. M., die minimale Höhe liegt bei 579 m ü. M. und die maximale Höhe bei 2341 m ü. M.

### Zuflüsse
- Rotbächli (rechts), 0,8 km

## Hydrologie
An der Mündung des Schwanderbachs in den  Lammbach beträgt seine modellierte mittlere Abflussmenge (MQ) 160 l/s und sein Abflussregimetyp ist nivo-pluvial préalpin.
Der  modellierte monatliche mittlere Abfluss (MQ) des Schwanderbachs in l/s